# 부산국제문화예술포럼

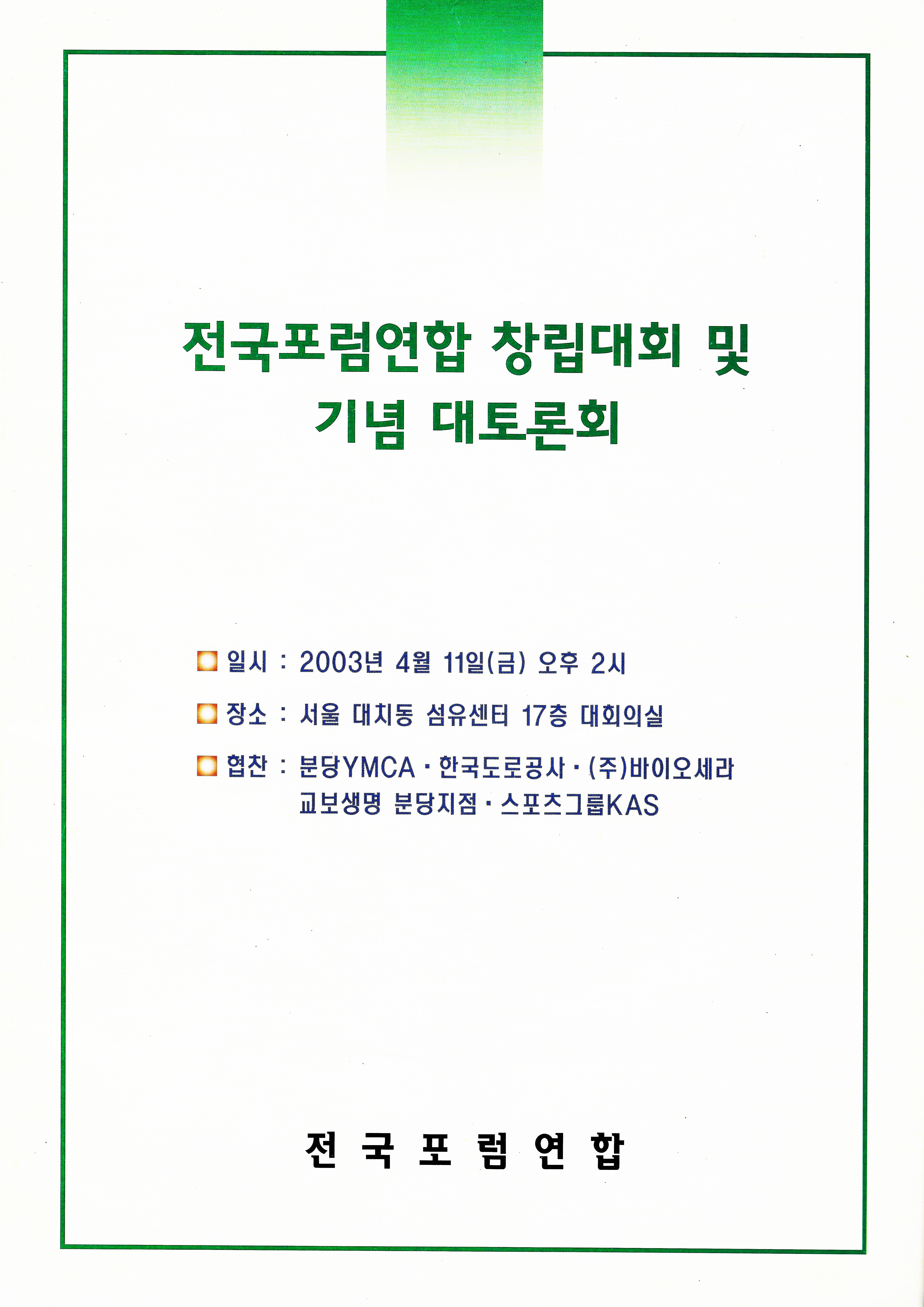
전국포럼연합 창립 자료

부산국제문화예술포럼(Busan International Culture & Arts Forum/약칭:BICAF)은 하승무 대표를 중심으로 2003년 3월 1일 부산청년포럼으로 창립. 부산포럼에 이어 부산지역에서 두 번째로 설립된 비영리 포럼단체이다.

## 개요
2003년 4월 11일 전국에 산재한 33개 지역포럼의 연합체인 전국포럼연합
의 회원 단체로 사단법인 부산포럼과 함께 참여하여 2016년도에 전포련이 해산될 때까지 부산을 중심으로 전국적인 포럼 활동에 참여했으며 이후, 전국 각지의 여러 분야에서 활동하고 있는 전문가 및 비전문가들간의 온라인 네트워킹을 구축하여 부산지역의 건전한 정보 소통을 위해 활동하고 있다. 또한 정보 인적 교류를 통하여 계층간 상호 교류 및 각종 사회 정보를 제공하고 있다.
창립이후 전국포럼연합과 함께, 정기세미나 및 토론회를 160여회 이상 개최해 왔으며, 전포련이 해산된 이후에는 부산지역을 중심으로 타지역간 건전한 포럼 문화 확산에 힘써 왔으며 2025년 6월 9일부로 <부산국제문화예술포럼>으로 단체의 목적과 성격을 '문화예술' 분야로 전환하여 재창립하였다.

## 사업
- 세미나 및 토론회 개최
- 회원 상호간의 친목과 교류를 위한 사업
- 문화예술 정책 대안의 도출 및 이를 확산시키는 사업
- 국가의 중요 사안에 대한 의견 발표
- 기타 지역 및 국가 문화예술 발전에 기여하는 사업
- 문화예술 관련 취업 정보 제공

## 연혁
- 2025년 6월 9일 '부산국제문화예술포럼'으로 정관 개정 및 재창립
- 2025년 4월 4일 헌재 대통령 윤석열 파면과 12.3 비상계엄에 대한 병역명문가 하승무 대표의 입장 선언
- 2024년 4월 9일 하승무 대표 대한민국 국회의장 공로장 수훈
- 2022년 3월 15일 2030부산월드엑스포 유치 범시민 홍보 활동 개시
- 2022년 3월 15일 2030부산월드엑스포범시민유치위원회 단체회원 가입
- 2022년 3월 2일 우크라이나 인도적 지원 캠페인
- 2021년 12월 1일 튀르키예 지진 사태 인도적 지원 캠페인
- 2021년 3월 5일 미얀마 민주화투쟁 지지 선언
- 2020년 3월 6일 부산사회정보포럼 비영리 사회단체 재등록 완료
- 2020년 2월 24일 한국사회정책포럼에서 ‘부산사회정보포럼’으로 단체명 변경•정관 개정.
- 2020년 2월 24일 전국포럼연합 해체에 따른 임의단체에서 사회단체로 재등록 신청
- 2017년 9월 14일 하승무 대표 청와대 예방(대한민국 병역명문가 선정)
- 2015년 6월 10일 한국PR전문가포럼(KPRF)’에서 '한국사회정책포럼'으로 단체명 변경
- 2007년 6월 21일 부산청년포럼에서 '한국PR전문가포럼(KPRF)'으로 단체명 변경
- 2006년 4월 1일 하승무 대표 <사단법인 전국포럼연합 및 21세기분당포럼> 이영해 상임대표로부터 공로패 받음.
- 2003년 4월 11일 전국포럼연합 창립 발기 및 회원 단체로 참가(하승무 대표 전포련 부대표 겸 제1기 홍보위원장 선임)
- 2003년 3월 1일 부산청년포럼 창립